# Jáger Jóska
Jáger Jóska (Tornagörgő, 1786 – Kassa, 1813) az 1800-as évek elején a tornai fennsík hírhedt betyárja volt. Apja Tornaszentjakabról költözött Tornagörgőre juhásznak, ahol a Jóska fia született 1786-ban. Jóska, amikor felnőtt, betyárságra vetemedett. Keresett magának 11 társat és a csínyjeiket rendszerint tizenketten végezték. A bíróság Jáger Jóskát kötél általi halálra ítélte, Bögi Miskát és Szarvas Jancsit főbe lőtték. Jáger Jóskát 1813-ban húzták fel bitóra a kassai Akasztó-hegyen.